# Óvulo

Óvulo humano

O óvulo é a célula reprodutiva feminina, ou gameta, na maioria dos organismos anisogâmicos (organismos que se reproduzem sexualmente com um gameta feminino maior e um masculino menor). O termo é usado quando o gameta feminino não é capaz de se mover (não é móvel). Se o gameta masculino (esperma) for capaz de se movimentar, o tipo de reprodução sexuada também é classificado como oogâmico. Um gameta feminino imóvel formado na oogônia de algumas algas, fungos, oomicetos ou briófitas é uma oosfera.

## História
Embora o ovo de um animal não mamífero fosse óbvio, a doutrina ex ovo omne vivum ("todo animal vivo vem de um ovo"), associada a William Harvey (1578–1657), era uma rejeição da geração espontânea e do préformacionismo também como uma suposição ousada de que os mamíferos também se reproduziam por meio de ovos. Karl Ernst von Baer descobriu o óvulo mamífero em 1827. A fusão de espermatozoides com óvulos (de uma estrela-do-mar) foi observada por Oskar Hertwig em 1876.

## Plantas
Quase todas as plantas terrestres têm gerações diploides e haploides alternadas. Os gametas são produzidos pelo gametófito, que é a geração haploide. O gametófito feminino produz estruturas chamadas arquegônios, e os óvulos se formam dentro deles por meio de mitose. O típico arquegônio de briófita consiste em um pescoço longo com uma base mais larga contendo o óvulo. Após a maturação, o pescoço se abre para permitir que os espermatozóides nadem no arquegônio e fertilizem o óvulo. O zigoto resultante então dá origem a um embrião, que se transformará em um novo indivíduo diploide (esporófito). Nas plantas com sementes, uma estrutura chamada óvulo contém o gametófito feminino. O gametófito produz uma célula-ovo. Após a fertilização, o óvulo se desenvolve em uma semente contendo o embrião.
Nas plantas com flores, o gametófito feminino (às vezes chamado de saco embrionário) foi reduzido a apenas oito células dentro do óvulo. A célula gametófita mais próxima da abertura da micrópila do óvulo se desenvolve na célula-ovo. Após a polinização, um tubo polínico entrega o esperma ao gametófito e um núcleo espermático se funde com o núcleo do óvulo. O zigoto resultante se desenvolve em um embrião dentro do óvulo. O óvulo, por sua vez, se desenvolve em semente e, em muitos casos, o ovário da planta se desenvolve em fruto para facilitar a dispersão das sementes. Após a germinação, o embrião cresce em mudas.

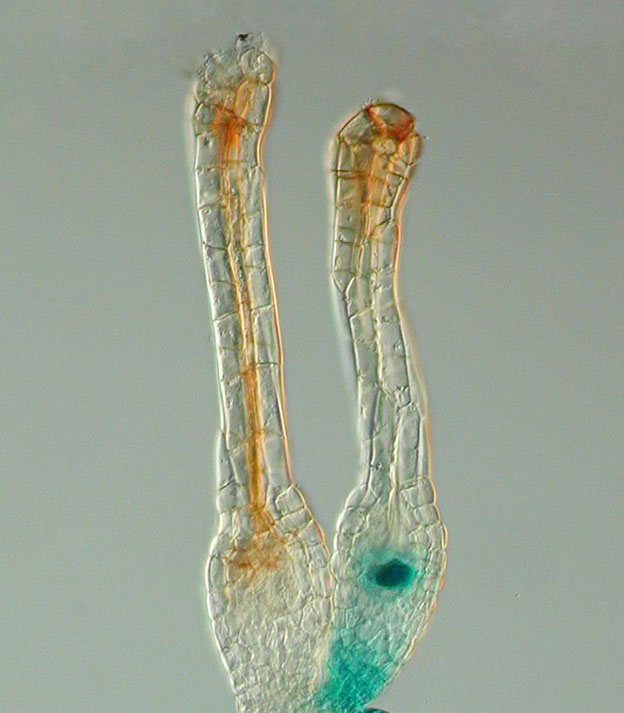
Padrão de expressão gênica determinado por ensaios histoquímicos de GUS em Physcomitrella patens. O gene FIE Polycomb é expresso (azul) em óvulos não fertilizados do musgo Physcomitrella patens (à direita) e a expressão cessa após a fertilização no esporófito diploide em desenvolvimento (à esquerda). Coloração GUS in situ de dois órgãos sexuais femininos (arquegônia) de uma planta transgênica expressando uma fusão translacional de FIE-uidA sob controle do promotor FIE nativo

No musgo Physcomitrella patens, a proteína Polycomb FIE é expressa na célula-ovo não fertilizada (à direita) como revela a cor azul após a coloração GUS. Logo após a fertilização, o gene FIE é inativado (a cor azul não é mais visível, à esquerda) no embrião jovem.

## Outros organismos
Os oócitos de Drosophila se desenvolvem em câmaras de ovos individuais que são sustentadas por células nutridoras e circundadas por células foliculares somáticas. As células nutridoras são grandes células poliploides que sintetizam e transferem RNA, proteínas e organelas para os ovócitos. Esta transferência é seguida pela morte celular programada (apoptose) das células nutridoras. Durante a oogênese, quinze células nutridoras morrem para cada oócito produzido. Além dessa morte celular regulada pelo desenvolvimento, os óvulos também podem sofrer apoptose em resposta à fome e outros insultos.